# Kråkungborg
Kråkungborg som egentligen heter Koppargrunnet är en ö i Finland. Den ligger i sjön Larsmosjön och i kommunen Kronoby i den ekonomiska regionen  Jakobstadsregionen  och landskapet Österbotten, i den centrala delen av landet, 400 km norr om huvudstaden Helsingfors. Öns area är 2,1 hektar och dess största längd är 250 meter i sydöst-nordvästlig riktning. I omgivningarna runt Kråkungborg växer i huvudsak blandskog.